# Rally di Cipro 2003
Il Rally di Cipro 2003, ufficialmente denominato 31st Cyprus Rally, è stata la settima prova del campionato del mondo rally 2003 nonché la trentunesima edizione del Rally di Cipro e la quarta con valenza mondiale. La manifestazione si è svolta dal 20 al 22 giugno sui tortuosi sterrati che attraversano la catena montuosa dei Troodos, situata nella parte centro-occidentale dell'isola mediterranea, con base nella città di Limassol, sulla costa sud dell'isola, base designata per il rally e sede del parco assistenza per i concorrenti.
L'evento è stato vinto dal norvegese Petter Solberg, navigato dal britannico Phil Mills, alla guida di una Subaru Impreza WRC2003 della squadra ufficiale 555 Subaru WRT, al loro secondo successo in carriera e al primo in stagione, precedendo la coppia finlandese formata da Harri Rovanperä e Risto Pietiläinen, su Peugeot 206 WRC della scuderia Marlboro Peugeot Total, e quella composta dal francese Sébastien Loeb e dal monegasco Daniel Elena, su Citroën Xsara WRC del team Citroën Total.
A Cipro si disputava anche la quarta tappa del campionato PWRC, che ha visto vincere l'equipaggio costituito dal giapponese Toshihiro Arai e dal neozelandese Tony Sircombe, su Subaru Impreza WRX STi della scuderia Subaru Production Rally Team, alla loro terza vittoria consecutiva di categoria su quattro gare disputate.

## Dati della prova
| Denominazione ufficiale             | Cyprus Rally                                              |
| Edizione N°                         | 31                                                        |
| Tappa N°                            | 7 di 14                                                   |
| Data manifestazione                 | da venerdì 20/06/2003 a domenica 22/06/2003               |
| Sede ospitante                      | Limassol (distretto di Limassol)                          |
| Sede parco assistenza               | Limassol (distretto di Limassol)                          |
| Superficie                          | Terra                                                     |
| Iscritti                            | 61                                                        |
| Partiti                             | 51                                                        |
| Arrivati                            | 17 (33,3%)                                                |
| Prove speciali                      | 18                                                        |
| Prova più breve                     | 7,99 km (PS8: Akrounda - Apsiou)                          |
| Prova più lunga                     | 38,32 km (PS2 e PS4: Lagoudera - Spilia)                  |
| Prova più lenta                     | velocità media di 56,68 km/h (PS7: Orkondas - Stavroulia) |
| Prova più veloce                    | velocità media di 85,00 km/h (PS12: Galatareia - Nata 2)  |
| Lunghezza prove speciali            | 341,05 km (28,8% della distanza totale)                   |
| Lunghezza complessiva trasferimenti | 843,48 km                                                 |
| Distanza totale                     | 1184,53 km                                                |

## Itinerario
| Frazione 1 (20 giu) | PS1    | 08:48  | Platres - Kato Amiantos 1      | 11,60 km | 99,84 km  |  |  |
| Frazione 1 (20 giu) | PS2    | 09:41  | Lagoudera - Spilia 1           | 38,32 km | 99,84 km  |  |  |
| Frazione 1 (20 giu) |        | 13:31  | Assistenza – Limassol (20 min) | –        | 99,84 km  |  |  |
| Frazione 1 (20 giu) | PS3    | 14:39  | Platres - Kato Amiantos 2      | 11,60 km | 99,84 km  |  |  |
| Frazione 1 (20 giu) | PS4    | 15:32  | Lagoudera - Spilia 2           | 38,32 km | 99,84 km  |  |  |
| Frazione 1 (20 giu) |        | 17:22  | Assistenza – Limassol (45 min) | –        | 99,84 km  |  |  |
|                     |        |        |                                |          |           |  |  |
| Frazione 2 (21 giu) |        | 06:00  | Assistenza – Limassol (20 min) | –        | 158,35 km |  |  |
| Frazione 2 (21 giu) | PS5    | 07:43  | Kourdali - Asinou              | 15,00 km | 158,35 km |  |  |
| Frazione 2 (21 giu) | PS6    | 08:13  | Asinou - Nikitari              | 25,61 km | 158,35 km |  |  |
| Frazione 2 (21 giu) | PS7    | 09:13  | Orkondas - Stavroulia          | 17,99 km | 158,35 km |  |  |
| Frazione 2 (21 giu) |        | 10:43  | Assistenza – Limassol (20 min) | –        | 158,35 km |  |  |
| Frazione 2 (21 giu) | PS8    | 11:33  | Akrounda - Apsiou              | 7,99 km  | 158,35 km |  |  |
| Frazione 2 (21 giu) | PS9    | 12:36  | Foini - Koilinia 1             | 30,33 km | 158,35 km |  |  |
| Frazione 2 (21 giu) | PS10   | 13:34  | Galatareia - Nata 1            | 15,55 km | 158,35 km |  |  |
| Frazione 2 (21 giu) |        | 15:09  | Assistenza – Limassol (20 min) | –        | 158,35 km |  |  |
| Frazione 2 (21 giu) | PS11   | 16:27  | Foini - Koilinia 2             | 30,33 km | 158,35 km |  |  |
| Frazione 2 (21 giu) | PS12   | 17:25  | Galatareia - Nata 2            | 15,55 km | 158,35 km |  |  |
| Frazione 2 (21 giu) |        | 18:50  | Assistenza – Limassol (45 min) | –        | 158,35 km |  |  |
|                     |        |        |                                |          |           |  |  |
| Frazione 3 (22 giu) |        | 07:30  | Assistenza – Limassol (20 min) | –        | 82,86 km  |  |  |
| Frazione 3 (22 giu) | PS13   | 08:53  | Vavatsinia - Mandra Kambiou 1  | 19,00 km | 82,86 km  |  |  |
| Frazione 3 (22 giu) | PS14   | 09:36  | Macheras - Agioi Vavatsinias 1 | 12,94 km | 82,86 km  |  |  |
| Frazione 3 (22 giu) | PS15   | 10:19  | Kellaki - Foinikaria 1         | 9,49 km  | 82,86 km  |  |  |
| Frazione 3 (22 giu) |        | 11:14  | Assistenza – Limassol (20 min) | –        | 82,86 km  |  |  |
| Frazione 3 (22 giu) | PS16   | 12:37  | Vavatsinia - Mandra Kambiou 2  | 19,00 km | 82,86 km  |  |  |
| Frazione 3 (22 giu) | PS17   | 13:20  | Macheras - Agioi Vavatsinias 2 | 12,94 km | 82,86 km  |  |  |
| Frazione 3 (22 giu) | PS18   | 14:03  | Kellaki - Foinikaria 2         | 9,49 km  | 82,86 km  |  |  |
| Frazione 3 (22 giu) |        | 14:48  | Assistenza – Limassol (20 min) | –        | 82,86 km  |  |  |
| Totale              | Totale | Totale | Totale                         | Totale   | 341,05 km |  |  |

## Risultati

### Classifica
| Pos.                   | Nº       | Pilota          | Co-pilota         | Auto                      | Squadra                      | Classe    | Tempo     | Distacco   | Punti    |
| Generale               | Generale | Generale        | Generale          | Generale                  | Generale                     | Generale  | Generale  | Generale   | Generale |
| ---------------------- | -------- | --------------- | ----------------- | ------------------------- | ---------------------------- | --------- | --------- | ---------- | -------- |
| 1.                     | 7        | Petter Solberg  | Phil Mills        | Subaru Impreza WRC2003    | 555 Subaru WRT               | WRC       | 5h09'12"6 | –          | 10       |
| 2.                     | 3        | Harri Rovanperä | Risto Pietiläinen | Peugeot 206 WRC (2002)    | Marlboro Peugeot Total       | WRC       | 5h13'26"6 | +4'14"0    | 8        |
| 3.                     | 18       | Sébastien Loeb  | Daniel Elena      | Citroën Xsara WRC         | Citroën Total                | WRC       | 5h13'29"4 | +4'16"8    | 6        |
| 4.                     | 17       | Colin McRae     | Derek Ringer      | Citroën Xsara WRC         | Citroën Total                | WRC       | 5h13'57"9 | +4'45"3    | 5        |
| 5.                     | 19       | Carlos Sainz    | Marc Martí        | Citroën Xsara WRC         | Citroën Total                | WRC       | 5h14'54"8 | +5'42"2    | 4        |
| 6.                     | 6        | Mikko Hirvonen  | Jarmo Lehtinen    | Ford Focus RS WRC 02      | Ford Rallye Sport            | WRC       | 5h18'11"3 | +8'58"7    | 3        |
| 7.                     | 10       | Armin Schwarz   | Manfred Hiemer    | Hyundai Accent WRC3       | Hyundai World Rally Team     | WRC       | 5h22'41"6 | +13'29"0   | 2        |
| 8.                     | 17       | Alistair Ginley | Rory Kennedy      | Ford Focus RS WRC 01      | -                            | WRC       | 5h33'09"9 | +23'57"3   | 1        |
| 9.                     | 54       | Toshihiro Arai  | Tony Sircombe     | Subaru Impreza WRX STi    | Subaru Production Rally Team | N4 / PWRC | 5h39'13"7 | +30'01"1   | -        |
| 10.                    | 55       | Martin Rowe     | Trevor Agnew      | Subaru Impreza WRX STi    | David Sutton Cars Ltd        | N4 / PWRC | 5h42'56"7 | +33'44"1   | -        |
| Campionato piloti PWRC |          |                 |                   |                           |                              |           |           |            |          |
| 1. (9.)                | 54       | Toshihiro Arai  | Tony Sircombe     | Subaru Impreza WRX STi    | Subaru Production Rally Team | N4 / PWRC | 5h39'13"7 | –          | 10       |
| 2. (10.)               | 55       | Martin Rowe     | Trevor Agnew      | Subaru Impreza WRX STi    | David Sutton Cars Ltd        | N4 / PWRC | 5h42'56"7 | +3'43"0    | 8        |
| 3. (11.)               | 65       | Stig Blomqvist  | Ana Goñi          | Subaru Impreza WRX STi    | David Sutton Cars Ltd        | N4 / PWRC | 5h45'30"1 | +6'16"4    | 6        |
| 4. (12.)               | 58       | Marcos Ligato   | Ruben Garcia      | Mitsubishi Lancer Evo VII | Top Run                      | N4 / PWRC | 6h00'26"8 | +21'13"1   | 5        |
| 5. (14.)               | 69       | Bob Colsoul     | Tom Colsoul       | Mitsubishi Lancer Evo VI  | -                            | N4 / PWRC | 6h10'50"7 | +31'37"0   | 4        |
| 6. (17.)               | 70       | Riccardo Errani | Stefano Casadio   | Mitsubishi Lancer Evo VI  | -                            | N4 / PWRC | 6h46'12"8 | +1h06'59"1 | 3        |

| Principali ritiri | Principali ritiri | Principali ritiri | Principali ritiri | Principali ritiri         | Principali ritiri        | Principali ritiri | Principali ritiri      | Principali ritiri |
| PS                | Nº                | Pilota            | Co-pilota         | Auto                      | Squadra                  | Classe            | Causa                  | Pos.              |
| ----------------- | ----------------- | ----------------- | ----------------- | ------------------------- | ------------------------ | ----------------- | ---------------------- | ----------------- |
| PS 3              | 12                | Justin Dale       | Andrew Bargery    | Hyundai Accent WRC3       | Hyundai World Rally Team | WRC               | Motore                 | 36º               |
| PS 5              | 4                 | Markko Märtin     | Michael Park      | Ford Focus RS WRC 03      | Ford Rallye Sport        | WRC               | Pressione dell'olio    | 7º                |
| PS 5              | 5                 | François Duval    | Stéphane Prévot   | Ford Focus RS WRC 03      | Ford Rallye Sport        | WRC               | Pressione dell'olio    | 11º               |
| PS 6              | 1                 | Marcus Grönholm   | Timo Rautiainen   | Peugeot 206 WRC (2002)    | Marlboro Peugeot Total   | WRC               | Albero di trasmissione | 4º                |
| PS 6              | 11                | Freddy Loix       | Sven Smeets       | Hyundai Accent WRC3       | Hyundai World Rally Team | WRC               | Motore                 | 13º               |
| PS 6              | 20                | Gilles Panizzi    | Hervé Panizzi     | Peugeot 206 WRC (2001)    | Bozian Racing            | WRC               | Motore                 | 3º                |
| PS 9              | 15                | Toni Gardemeister | Paavo Lukander    | Škoda Octavia WRC Evo3    | Škoda Motorsport         | WRC               | Incidente              | 9º                |
| PS 9              | 52                | Dani Solà         | Álex Romaní       | Mitsubishi Lancer Evo VII | -                        | N4 / PWRC         | Rottura meccanica      | 15º               |
| PS 11             | 2                 | Richard Burns     | Robert Reid       | Peugeot 206 WRC (2002)    | Marlboro Peugeot Total   | WRC               | Motore                 | 6º                |
| PS 11             | 8                 | Tommi Mäkinen     | Kaj Lindström     | Subaru Impreza WRC2003    | 555 Subaru WRT           | WRC               | Fuori tempo massimo    | 20º               |
| PS 11             | 14                | Didier Auriol     | Denis Giraudet    | Škoda Octavia WRC Evo3    | Škoda Motorsport         | WRC               | Alternatore            | 8º                |
| PS 11             | 22                | Juuso Pykälistö   | Esko Mertsalmi    | Peugeot 206 WRC (2001)    | Bozian Racing            | WRC               | Rottura meccanica      | 14º               |

Legenda
| Icona | Classe                                                                                  |
| ----- | --------------------------------------------------------------------------------------- |
| WRC   | Equipaggio di classe A8 che può conquistare punti per il campionato costruttori WRC     |
| WRC   | Equipaggio di classe A8 che non può conquistare punti per il campionato costruttori WRC |
| PWRC  | Equipaggio registrato al campionato PWRC                                                |
| JWRC  | Equipaggio registrato al campionato Junior WRC                                          |
|       | Ulteriori classificazioni                                                               |

### Prove speciali
| Frazione            | Prova | Ora   | Nome                           | Lunghezza | Vincitori                         | Tempo   | Velocità media | Leader del rally                  |
| ------------------- | ----- | ----- | ------------------------------ | --------- | --------------------------------- | ------- | -------------- | --------------------------------- |
| Frazione 1 (20 giu) | PS1   | 08:48 | Platres - Kato Amiantos 1      | 11,60 km  | Harri Rovanperä Risto Pietiläinen | 9'27"1  | 73,64 km/h     | Harri Rovanperä Risto Pietiläinen |
| Frazione 1 (20 giu) | PS2   | 09:41 | Lagoudera - Spilia 1           | 38,32 km  | Harri Rovanperä Risto Pietiläinen | 35'18"4 | 65,12 km/h     | Harri Rovanperä Risto Pietiläinen |
| Frazione 1 (20 giu) | PS3   | 14:39 | Platres - Kato Amiantos 2      | 11,60 km  | Harri Rovanperä Risto Pietiläinen | 9'12"4  | 75,60 km/h     | Harri Rovanperä Risto Pietiläinen |
| Frazione 1 (20 giu) | PS4   | 15:32 | Lagoudera - Spilia 2           | 38,32 km  | Marcus Grönholm Timo Rautiainen   | 34'30"3 | 66,63 km/h     | Marcus Grönholm Timo Rautiainen   |
|                     |       |       |                                |           |                                   |         |                |                                   |
| Frazione 2 (21 giu) | PS5   | 07:43 | Kourdali - Asinou              | 15,00 km  | Tommi Mäkinen Kaj Lindström       | 15'48"5 | 56,93 km/h     | Petter Solberg Phil Mills         |
| Frazione 2 (21 giu) | PS6   | 08:13 | Asinou - Nikitari              | 25,61 km  | Petter Solberg Phil Mills         | 26'28"3 | 58,05 km/h     | Petter Solberg Phil Mills         |
| Frazione 2 (21 giu) | PS7   | 09:13 | Orkondas - Stavroulia          | 17,99 km  | Tommi Mäkinen Kaj Lindström       | 19'02"7 | 56,68 km/h     | Petter Solberg Phil Mills         |
| Frazione 2 (21 giu) | PS8   | 11:33 | Akrounda - Apsiou              | 7,99 km   | Tommi Mäkinen Kaj Lindström       | 8'01"4  | 59,75 km/h     | Petter Solberg Phil Mills         |
| Frazione 2 (21 giu) | PS9   | 12:36 | Foini - Koilinia 1             | 30,33 km  | Harri Rovanperä Risto Pietiläinen | 27'23"4 | 66,44 km/h     | Petter Solberg Phil Mills         |
| Frazione 2 (21 giu) | PS10  | 13:34 | Galatareia - Nata 1            | 15,55 km  | Tommi Mäkinen Kaj Lindström       | 11'14"7 | 82,97 km/h     | Petter Solberg Phil Mills         |
| Frazione 2 (21 giu) | PS11  | 16:27 | Foini - Koilinia 2             | 30,33 km  | Harri Rovanperä Risto Pietiläinen | 26'54"4 | 67,63 km/h     | Petter Solberg Phil Mills         |
| Frazione 2 (21 giu) | PS12  | 17:25 | Galatareia - Nata 2            | 15,55 km  | Petter Solberg Phil Mills         | 10'58"6 | 85,00 km/h     | Petter Solberg Phil Mills         |
|                     |       |       |                                |           |                                   |         |                | Petter Solberg Phil Mills         |
| Frazione 3 (22 giu) | PS13  | 08:53 | Vavatsinia - Mandra Kambiou 1  | 19,00 km  | Petter Solberg Phil Mills         | 17'00"3 | 67,04 km/h     | Petter Solberg Phil Mills         |
| Frazione 3 (22 giu) | PS14  | 09:36 | Macheras - Agioi Vavatsinias 1 | 12,94 km  | Petter Solberg Phil Mills         | 11'26"5 | 67,86 km/h     | Petter Solberg Phil Mills         |
| Frazione 3 (22 giu) | PS15  | 10:19 | Kellaki - Foinikaria 1         | 9,49 km   | Petter Solberg Phil Mills         | 8'29"2  | 67,09 km/h     | Petter Solberg Phil Mills         |
| Frazione 3 (22 giu) | PS16  | 12:37 | Vavatsinia - Mandra Kambiou 2  | 19,00 km  | Petter Solberg Phil Mills         | 16'45"3 | 68,04 km/h     | Petter Solberg Phil Mills         |
| Frazione 3 (22 giu) | PS17  | 13:20 | Macheras - Agioi Vavatsinias 2 | 12,94 km  | Carlos Sainz Marc Martí           | 11'32"8 | 67,24 km/h     | Petter Solberg Phil Mills         |
| Frazione 3 (22 giu) | PS18  | 14:03 | Kellaki - Foinikaria 2         | 9,49 km   | Petter Solberg Phil Mills         | 8'28"7  | 67,16 km/h     | Petter Solberg Phil Mills         |

## Classifiche mondiali
Classifica piloti
| Pos. | Pos. | Pilota            | Punti |
| ---- | ---- | ----------------- | ----- |
| 1    |      | Richard Burns     | 37    |
| 2    |      | Carlos Sainz      | 36    |
| 3    |      | Marcus Grönholm   | 30    |
| 4    | 1    | Petter Solberg    | 29    |
| 5    | 2    | Sébastien Loeb    | 23    |
| 6    | 2    | Markko Märtin     | 23    |
| 7    | 1    | Colin McRae       | 23    |
| 8    | 3    | Harri Rovanperä   | 16    |
| 9    | 1    | Tommi Mäkinen     | 15    |
| 10   | 1    | François Duval    | 9     |
| 11   | 1    | Toni Gardemeister | 9     |
| 12   |      | Gilles Panizzi    | 6     |
| 13   |      | Didier Auriol     | 4     |
| 14   | N    | Mikko Hirvonen    | 3     |
| 15   | 1    | Cédric Robert     | 3     |
| 15   | 1    | Alister McRae     | 3     |
| 17   | 1    | Armin Schwarz     | 3     |
| 18   | N    | Alistair Ginley   | 1     |

Classifica costruttori WRC
| Pos. | Pos. | Squadra                  | Punti |
| ---- | ---- | ------------------------ | ----- |
| 1    |      | Marlboro Peugeot Total   | 81    |
| 2    |      | Citroën Total            | 73    |
| 3    | 1    | 555 Subaru WRT           | 47    |
| 4    | 1    | Ford Rallye Sport        | 43    |
| 5    |      | Škoda Motorsport         | 20    |
| 6    |      | Hyundai World Rally Team | 6     |